# Manuel Bojang
Manuel Malik Bojang (* 24. Juli 2001) ist ein deutscher Basketballspieler.

## Laufbahn
Bojang spielte in der Jugend der BSG Grevenbroich und wechselte dann in den Nachwuchsbereich der SG Giants Düsseldorf. Bereits im Altersbereich U15 wurden die Späher des Deutschen Basketball-Bundes auf ihn aufmerksam, im Sommer 2016 gewann Bojang mit der U15-Nationalmannschaft das internationale Turnier um den Nordsee-Cup.
Zur Saison 2018/19 wechselte Bojang zum Bundesligisten Eisbären Bremerhaven, um dort auch in der Jugend sowie im Herrenbereich in der Nachwuchsfördermannschaft BSG Bremerhaven (2. Regionalliga) eingesetzt zu werden. Bojang erhielt am 3. Oktober 2018 gegen Ludwigsburg seinen ersten Einsatz in der höchsten deutschen Spielklasse. 2019 wurde er in der Spielart „3-gegen-3“ in die deutsche U18-Nationalmannschaft berufen.
In der Sommerpause 2019 wechselte er zu den Baskets Juniors Oldenburg, Ausbildungsmannschaft des Bundesligisten EWE Baskets Oldenburg. Im Sommer 2021 wurde Bojang vom Regionalligaverein BSV Wulfen verpflichtet. Nach einer Spielzeit in Wulfen (10,6 Punkte/Einsatz) wechselte er im September 2022 innerhalb der Regionalliga von der West- in die Nordstaffel zum Aschersleben Tigers BC. Im Januar 2023 verließ Bojang Aschersleben und ging zum TuS 1859 Hamm (1. Regionalliga West).
Beginnend mit dem Spieljahr 2023/24 wurde er wieder Mitglied des Regionalligisten BSV Wulfen. Im Sommer 2024 trennte man sich. Bojang wechselte zum Regionalligisten TV Ibbenbüren. Er war in der Saison 2024/25 Ibbenbürens Spieler mit der meisten Einsatzzeit und erzielte durchschnittlich 14,1 Punkte je Begegnung.